# لغز الموت
لغز الموت كتاب لمصطفى محمود يناقش فيه الموت من خلال رؤية علمية وفلسفية، ويرى أن الموت والحياة وجهان لعملة واحدة، فنحن نموت كل يوم؛ حيث تموت ملايين الخلايا داخل أجسامنا دون أن نشعر بها ويسمى ذلك بالموت الأصغر  وينقسم الكتاب إلى فصول مثل اللغز والخيط والزمن والروح.